# 臺南原清水寺街連棟街屋
臺南原清水寺街連棟街屋位在台南市中西區開山路3巷，西側即為六合境清水寺，而此巷道原為枋溪的河道，故昔稱「清水寺街」，又俗稱「水流觀音街」。此建築因未受到道路開拓的影響，至今仍維持原貌。
該歷史建築前的路面於2013年進行景觀改造工程，將部分舊水道打開，並改造人行舖面以重現枋溪之意象。

## 建築特色
屋頂形式為雙坡屋頂，東西兩側規壁為磚砌牆，馬背形式為風馬歸。建築物雖為日治時期興建，然在二樓立面仍保有清末街屋建築「中為門、兩側為窗」的中軸建築思維分割，並有陽臺及木造欄杆。並且為台南市少有之日治時期連棟街屋。

## 其他
於2017年底，清水寺前的枋溪舊河道上方因水泥加蓋塌陷，重新施作水利工程，讓枋溪重見天日，引起民眾熱議。並在此舉辦了藝術表演活動「行水迴城─吟遊．舞弄小戲」。

## 周邊
- 銀同社區貓咪高地
- 六合境清水寺
- 中西區區公所
- 台南市立美術館一館（原台南州警察署）
- 湯德章紀念公園（民生綠園）